# 伽伐尼電池

鋅銅伽伐尼電池示意圖。

伽伐尼電池（galvanic cell）或稱伏打電池（voltaic cell）是進行氧化還原反應將化學能轉為電能，而提供電能的電化電池，屬於一種原電池（primary cell）。此名稱为了紀念路易吉·伽伐尼或亞歷山卓·伏打。典型伽伐尼電池可由两种不同的金屬與一種電解質組成，也可由兩個半電池間以鹽橋或多孔物相連而成。
英文的「battery」一詞原指多個電池單體「cell」的組合（例如：伏打電堆、由6個2V電池組成的12V車用電池），但現在也用來指一個伽伐尼單體電池（例如：1.5V的鹼性電池內只有一個伽伐尼電池單體）。

## 歷史
在1780年，路易吉·伽伐尼（義大利語：Luigi Galvani）发现，两种不同的金属（例如，铜和锌）连接后，如果同一时间触摸青蛙腿的两处神经，青蛙腿会发生收缩。他称这是“动物電”。在西元1800年，伏打（Volta）宣布发明伏打電堆。
这些成果为電池和电学的发展铺平了道路。伏打電池被命名为1799年的IEEE里程碑。

## 描述

锌-铜伽伐尼電池的电路图

## 電池電壓
伽伐尼電池的電壓可以由能斯特方程式（Nernst equation）來描述:

{\displaystyle E_{cell}=E_{cell}^{o}-{\frac {RT}{nF}}\ln {\frac {a_{red}}{a_{ox}}}}

其中{\displaystyle E_{cell}^{o}}為電池的標準電位，可由陽極（anode，氧化極）和陰極（cathode，還原極）的標準電極電位計算而來:

{\displaystyle E_{cell}^{o}=E_{cathode}^{o}-E_{anode}^{o}}

另外由於氧化和還原活性度相除之結果可以用化學反應商來表示:

{\displaystyle {\frac {a_{red}}{a_{ox}}}=Q}

因此能斯特方程式亦可以寫作:

{\displaystyle E_{cell}=E_{cell}^{o}-{\frac {RT}{nF}}\ln Q}

## 伽伐尼腐蝕
伽伐尼腐蝕，意譯為電偶腐蝕或電化腐蝕，是指當兩種不同的金屬相接（電氣連接），並同時與電解質（例如鹽水等）接觸時，會形成伽伐尼電池，因電化學作用造成的金屬腐蝕現象。

## 電池種類
- 電化電池

## 附註暨參考資料
1. ↑  .   [2010-09-24]. （原始内容存档于2017-12-23）.
2. ↑  Keithley, Joseph F. . John Wiley and Sons. 1999: 49–51. ISBN 0-7803-1193-0.
3. ↑  . IEEE Global History Network. IEEE.   [26 July 2011]. （原始内容存档于2015-02-21）.